# Alex Brosque
Alex Brosque (né le 12 octobre 1983 à Sydney en Australie) est un footballeur international australien, d'origine uruguayenne, jouant au poste de milieu offensif, d'ailier gauche ou d'avant-centre.

## Biographie
Il termine sa carrière au Sydney FC, club dont il est le capitaine à compter de 2014.